# Grácia Pasitea
Grácia Pasitea é uma das graças, e esposa de Hipnos (o deus do sono) na mitologia grega. Foi oferecida a ele por Hera.  Em outra versão, de Nono de Panópolis, Pasitea é filha de Dioniso e de Hera. Ou de Zeus e Eurinome ou Hera.